# Селниця-об-Мурі
Селниця-об-Мурі (словен. Selnica ob Muri) — поселення в общині Шентиль, Подравський регіон‎, Словенія.